# ألان وايلدر
ألان وايلدر (بالإنجليزية: Alan Charles Wilder) (و. 1959  م) هو ملحن، وكاتب أغاني، ومنتج أسطوانات بريطاني، ولد في هامرسميث، يستخدم آلات أورغ كهربائي.

## وصلات خارجية
- ألان وايلدر على موقع IMDb (الإنجليزية)
- ألان وايلدر على موقع ميوزك برينز (الإنجليزية)
- ألان وايلدر على موقع إن إن دي بي (الإنجليزية)
- ألان وايلدر على موقع أول ميوزيك (الإنجليزية)
- ألان وايلدر على موقع ديسكوغز (الإنجليزية)
- ألان وايلدر على موقع قاعدة بيانات الفيلم (الإنجليزية)
- ألان وايلدر على موقع كينوبويسك (الروسية)

- ألان وايلدر في قاعدة بيانات الأفلام على الإنترنت